# Biografischer Fragebogen
Biografische Fragebogen dienen der standardisierten Erfassung „nachprüfbarer objektiver oder subjektiver Informationen und Einschätzungen früherer, gegenwärtiger und zukünftiger Merkmale der Lebensgeschichte“. Man spricht auch von sogenannten „L-Daten“ (life record data). Ihr Einsatz erfolgt vor allem im Rahmen der psychologischen Diagnostik, besonders bei Fragestellungen der der Klinischen Psychologie oder Personalpsychologie. Diese standardisierte Dokumentation kann einerseits der Vorbereitung auf Gespräche (z. B. der Exploration) dienen. Andererseits können die Fragebogendaten auch direkt ausgewertet und bewertet werden (z. B. Häufigkeit und Belastung durch kritische Lebensereignisse). Auch für Forschungsfragestellungen ist die standardisierte Erfassung biografischer Daten eine Voraussetzung zur Herstellung von Vergleichbarkeit, etwa in der (Forschung zur Wirkung kritischer Lebensereignisse).

## Biografische Fragebogen
Die Grundlage des biografischen Fragebogens bildet die Annahme, dass künftiges Verhalten und künftiger Berufserfolg aus vergangenem Verhalten und vergangenem Berufserfolg prognostiziert werden kann. Beim biografischen Fragebogen handelt es sich inhaltlich um eine standardisierte Selbstbeschreibung. Die Antworten auf die Fragen sind im Gegensatz zu Persönlichkeitstests prinzipiell überprüfbar. Außerdem ist der biografische Fragebogen in zwei Komponenten aufgeteilt in:
- Dinge, die einer Person vonseiten anderer (Lehrer, Eltern, Arbeitgeber etc.) widerfahren sind, und
- die („Lebens“-)Erfahrungen, die die Person selbst gemacht hat.

## Erkenntnisse
Durch systematisches Erfassen und empirisches Wichten der Daten der persönlichen Entwicklung sowie der bisherigen Berufserfahrungen und der Karriereentwicklung konnte eine Verbesserung der Bewertungs- und Selektionsprozesse erreicht werden. Des Weiteren können durch die Kriterien des biografischen Fragebogens Schlüsse über zukünftige Leistungen und des Trainingserfolges gezogen werden und leisten somit einen Beitrag zur Früherkennung von Talenten.

## Auswahl und Gewichtung der Bio-Items
Im Folgenden wird das Grundmuster zur Auswahl und Gewichtung von Biodaten-Items veranschaulicht.
- Ein entsprechendes Kriterium (z. B. Fähigkeiten, Leistungen, die Verweildauer in der Organisation u. a.m.)
- Eine Identifizierung von Kriteriengruppen (z. B. Personen mit guten oder schlechten Leistungen)
- Eine Auswahl der zu analysierenden Items des Personalfragebogens
- Eine Spezifizierung der Kategorien für die Item-Reaktionen, die analysiert werden sollten
- Bestimmung der Gewichtungen für die Items und der Scoring-Gewichtung für jede einzelne Beantwortung
- Außerdem erfolgt eine Anwendung der Gewichtungen auf eine Kreuzvalidierungsgruppe und Korrelation der Gesamtscores mit den jeweiligen Kriterien
- Eine Aufstellung von Cutting-Scores für die Auswahlentscheidung

Diese sieben Schritte gelten als Grundlage für die Entwicklung eines Biodaten-Fragebogens, jedoch geben diese nur eine sehr allgemeine Vorgehensweise wieder.

## Beispiele für biografische Items
- Persönliche Angaben wie: Alter, Familienstand
- Schulausbildung: die Art der Schulausbildung, Abschlüsse, beliebte Fächer, Noten
- Sozialökonomischer/finanzieller Status: regelmäßige momentane Ausgaben, Schulden, Wohneigentum, erwartetes Einkommen
- Interessen: Hobbys, Sportaktivitäten, wichtige Freizeitaktivitäten, Bevorzugung der Arbeiten innerhalb oder außerhalb von Gebäuden
- Allgemeine Hintergrundinformationen: eigener Beruf, Militärdienst/Rang
- Berufserfahrung: frühere Anstellungen/Anzahl früherer Berufe, Dauerstellung, Kündigungsgrund
- Persönliche Charakteristika/Einstellung: Einverständnis, sich an andere Orte versetzen zu lassen, Selbstvertrauen, zentrale Grundbedürfnisse, die erfüllt werden müssen, Arbeiten und Anstellungen die bevorzugt werden

## Die drei verschiedenen Ansätze des Biodaten-Fragebogens
Die Entwicklung eines Biodaten-Fragebogens basiert auf drei verschiedenen Grundansätzen.

### Der empirische Ansatz
Der empirische Ansatz ist sowohl der älteste als auch die in der Praxis der wohl am häufigsten verwendete Scoring-Technik zur Validierung von „Biodaten“. Diesem Ansatz liegt keine Theorie der Beziehungen zwischen den Items und dem jeweiligen Kriterium zugrunde. Ein Fragebogenitem wird solange verwendet wie es zur Vorhersage beiträgt. Die Reaktionen werden ganz einfach so gewichtet, dass die Vorhersagbarkeit eines Kriteriums maximiert wird. Eine Gewichtung der Items auf dem Fragebogen erfolgt im Hinblick auf ihre Fähigkeit, zwischen verschiedenen Kriteriengruppen zu unterscheiden. Items, welche eine hohe Diskriminierfähigkeit haben erhalten somit eine starke Gewichtung. Die einfachste Vorgehensweise hierfür ist die sogenannte Horizontale Prozent-Methode. Bei dieser Methode wird eine Reaktion proportional zur Erfolgswahrscheinlichkeit, die damit verbunden ist, gewichtet.

### Untergruppen-Technik und Assessment-Klassifikations-Modell
Bei der Untergruppen-Technik handelt es sich um ein Modell, welches das Ziel verfolgt, die Vorhersage von Arbeitsverhalten dadurch zu verbessern, dass Untergruppen von Personen erkannt werden, für die unterschiedliche Prädiktoren eine bessere Anwendbarkeit erlauben. Dies kann auch anhand von Biodaten erfolgen. In diesem Fall werden Untergruppen so gebildet, dass Personen, die über ähnliche Background-Pattern ((Verhaltens)muster, (Denk)schema) verfügen (z. B. Berufs- oder Lebenserfahrungen), zusammengruppiert werden. Der Biodaten-Bogen wird faktorisiert, und jede Person erhält einen component-score an jeder Dimension. Personen, welche ähnliche Profile aufweisen, bilden dann jeweils eine Untergruppe. Bei der Methode der Klassifikation von Personen auf der Basis von Biodaten, soll ein geeignetes Zusammenpassen von Personen und verschiedenen Arten von Arbeitsbereichen erreicht werden.
Dieses Prinzip verläuft in der Regel nach folgenden drei Schritten:
- Bildung der Biodaten-Untergruppe
- Bildung von Familien von Arbeitsaufgaben bzw. Berufen
- Analyse von Beziehungen

### Rationaler Ansatz
Der rationale Ansatz ist ein theoriebegleitender Ansatz und wichtig, da die empirische Methode zwar Validitäten nachweisen kann, aber bei vielen Items häufig keine Relevanz zur durchführenden Arbeit erkennbar ist. Ein empirisches Vorgehen hilft zwar bei der Vorhersage für zukünftiges Arbeitsverhalten und ist auch einfach in der praktischen Anwendung, jedoch trägt es wenig zum wissenschaftlichen Verständnis der vorliegenden Beziehungen bei.
Im Gegensatz zum empirischen Ansatz, versucht der rationale Ansatz, auf Basis einer gründlichen Arbeitsanalyse, Zusammensetzungen von Items (Gruppen oder Cluster von Biodaten-Items) zu quantifizieren, welche eine interpretierbare Menge von Konstrukten messen. Dabei ist wichtig, dass die Items des Bio-Fragebogens mit den Fähigkeiten, dem Wissen und Können der Arbeitsbeschreibung übereinstimmen. Ein typisches Vorgehen ist die Methode der Faktorenanalyse.

## Die Vorteile biografischer Fragebogen
Argumente zugunsten des Biodaten-Fragebogens:
- Leichte Zugänglichkeit der biografischen Informationen, welche eine erhebliche „face“-Validität aufweisen. Denn die Forschung hat gezeigt, dass bisheriges Arbeitsverhalten ein guter Prädikator für zukünftiges Verhalten ist.
- Biografische Daten haben recht beachtliche Werte bei der Validität (Range 0,30 bis 0,50)
- Die Selbstbericht-Fragen eines Biodaten-Fragebogens dringen weniger in die Persönlichkeitssphäre ein, als dies häufig bei Fragen aus formalen Tests der Fall ist.
- Im Hinblick auf Tests zur Berufseignung und zur Ausbildungsfähigkeit sind die Prognosen gut geeignet.
- Biodaten-Fragebogen sind auf spezifische Anwendungssituationen zugeschnitten. Dies hat eine positive Beeinflussung ihrer Validitäten zur Folge.

## Die Nachteile biografischer Fragebogen
Auch wenn der Ansatz des biografischen Fragenbogens eine Reihe von Vorzügen bei Personalentscheidung bietet, müssen an dieser Stelle auch einige Nachteile genannt werden. Dem Vorteil der spezifischen Einsetzbarkeit des Biodaten-Fragebogens steht der Nachteil einer begrenzten Anwendbarkeit gegenüber. Denn für jede Zielposition muss ein eigener Fragebogen konstruiert werden.
Des Weiteren erfassen die Fragen oftmals ein zu schmales Spektrum der vorhandenen und potenziellen Fähigkeiten und Entwicklungsmöglichkeiten einer Person. Ein weiteres Problem stellt die potenzielle Verfälschung der Antworten dar. Bei Biodaten muss zwischen verifizierbaren („harten“) Items, wie z. B. Beschäftigungsnachweisen, Gehalt oder Ehe-Status, und den nichtverifizierbaren („weichen“) Items, wie Meinungen oder Einstellungen unterschieden werden.